# Thành Bình Nhưỡng

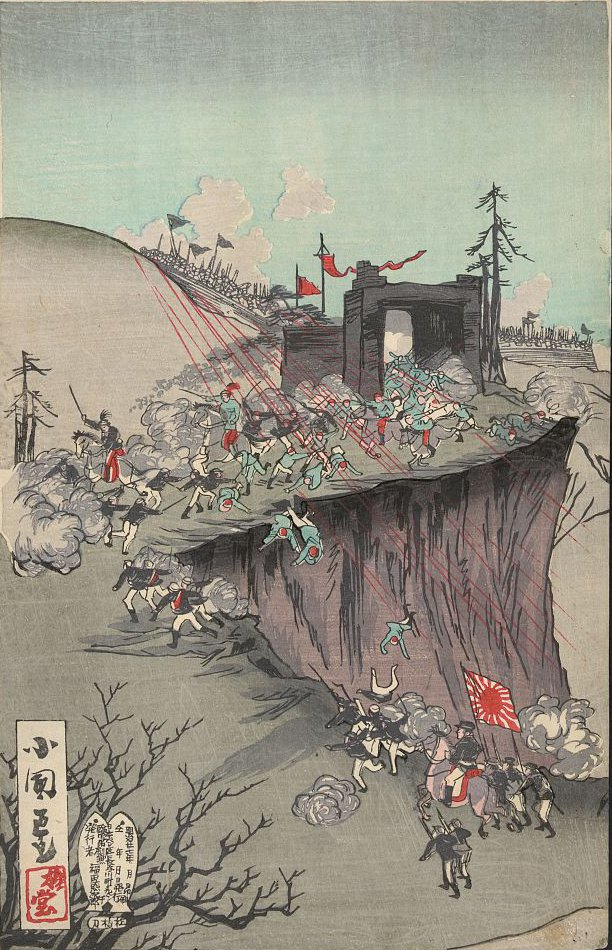
Bản in cho thấy các sĩ quan Nhật Bản đang xem bản đồ và xem lại diễn biến trận chiến diễn ra bên ngoài pháo đài ở Bình Nhưỡng.

Thành Bình Nhưỡng là một trong những Bảo vật Quốc gia của Triều Tiên. Thành trì này đã bị tấn công bởi Cận Tiếu Cổ vương.
Trong suốt thế kỷ 18 và 19, các màn hình in mô tả quang cảnh tuyệt đẹp của thành trì rất phổ biến.